# Гук (лунный кратер)
Кратер Гук (лат. Hooke), не путать с кратером Гук на Марсе, — крупный древний ударный кратер в северном полушарии видимой стороны Луны. Название присвоено в честь английского естествоиспытателя, учёного-энциклопедиста Роберта Гука (1635—1703) и утверждено Международным астрономическим союзом в 1935 г. Образование кратера относится к нектарскому периоду.

## Описание кратера

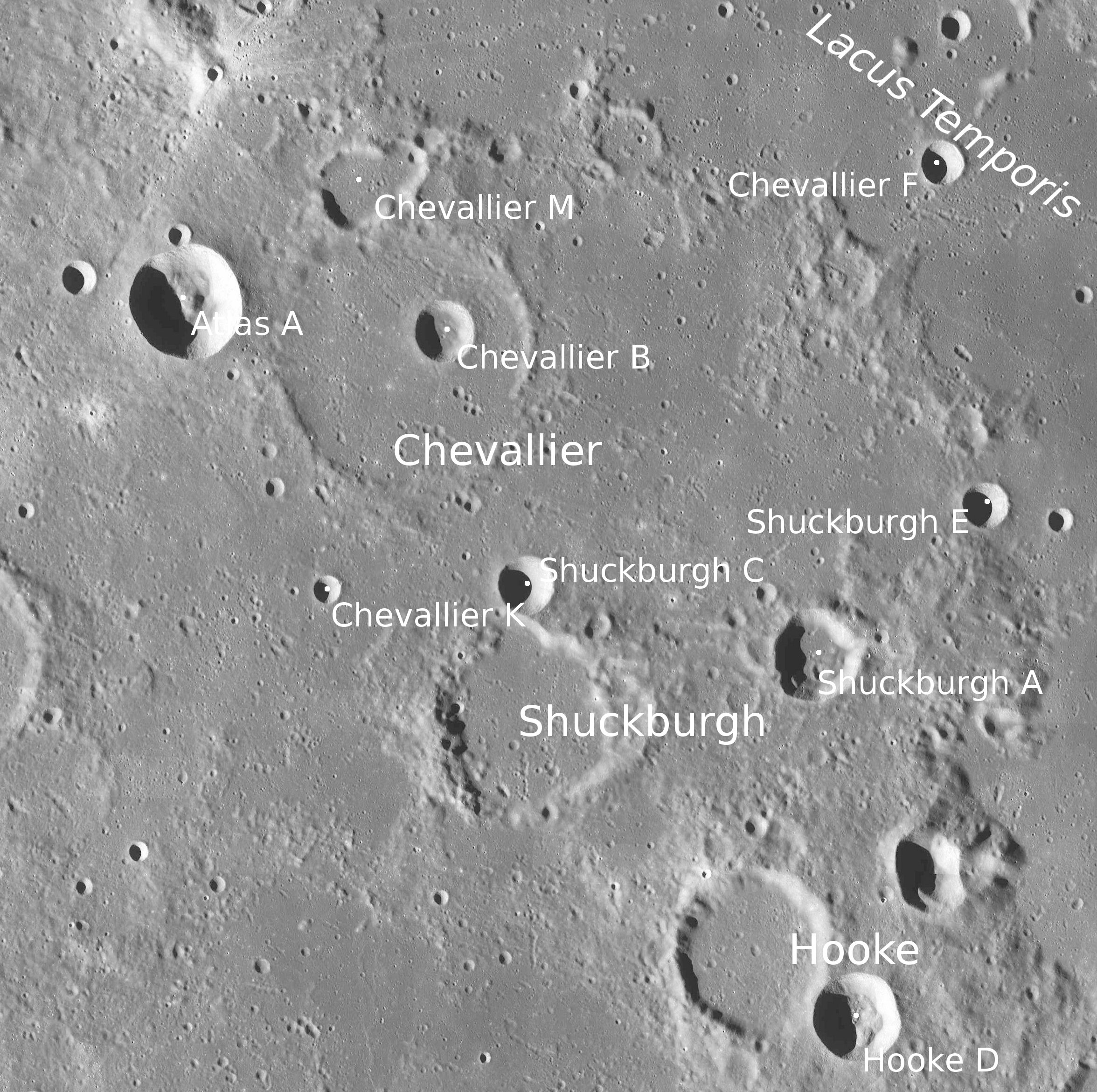
Окрестности кратера Гук. Снимок зонда Lunar Reconnaissance Orbiter.

Ближайшими соседями кратера являются кратер Цефей на западе, кратер Шакборо на северо-западе, кратер Шумахер на северо-востоке, кратер Мессала на востоке-юго-востоке, кратер Гемин на юге, кратеры Франклин и Берцелиус на западе-юго-западе. На севере от кратера находится Озеро Вечности, на северо-западе — Озеро Надежды. Селенографические координаты центра кратера 41°08′ с. ш. 54°52′ в. д. / 41,14° с. ш. 54,86° в. д., диаметр 34,4 км, глубина 1,47 км.
Кратер имеет циркулярную форму, его невысокий вал умеренно разрушен. К юго-восточной части вала примыкает небольшой сателлитный кратер Гук D (см. ниже). Высота вала над окружающей местностью составляет 990 м, объем кратера составляет приблизительно 940 км³. Дно чаши кратера затоплено лавой, ровное и плоское, без приметных структур.

## Сателлитные кратеры

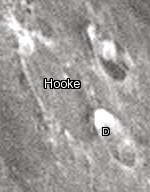
Снимок Девида Кемпбелла.

| Гук | Координаты                                            | Диаметр, км |
| --- | ----------------------------------------------------- | ----------- |
| D   | 40°41′ с. ш. 55°49′ в. д. / 40,69° с. ш. 55,81° в. д. | 18,7        |